# 古井英明
古井 英明（ふるい ひであき、1966年6月30日 - 2021年12月21日）は、奈良県奈良市出身のミュージシャン。ドラマー、キーボーディスト、ソングライター。

## 略歴
奈良市立椿井小学校、奈良市立三笠中学校、奈良県立奈良北高等学校（旧・北大和高校）卒業、摂南大学薬学部中退。

## 人物
好んで聴いていたアーティストは、国内ミュージシャンではノヴェラ、カシオペア、菅沼孝三、矢野顕子、さねよしいさ子など。海外ミュージシャンでは、ラッシュ、TOTO、ジューダス・プリースト、ドリーム・シアターなど。好きだったアイドルは本田美奈子。中学校では吹奏楽に入部、パーカッションを担当。天理大学のマーチングバンドに所属しパーカッションで活躍した年上の従兄の影響が大きいと思われる。

## エピソード
学生時代には、2階の自室でドラムセットを朝から日が落ちるまで練習していたため、ドラムの音が町内に鳴り響いていた（近隣住む親戚からの証言）。2022年現在は、古井の次男が同様のことをして町内を騒がせている（古井の妻からの証言）。好きだったボーカリストは実子に命名するくらい人見元基（VOW WOW)が好きだった。

## バイオグラフィ
プロデビュー以前は大学時代に知り合ったメンバーによるアマチュアバンドBlackSpiritでドラムを担当。Noveraのオーディションを受ける。
1988年、NOVELAのリーダーだった平山照継のソロプロジェクトから発展したバンドのテルズ・シンフォニアに加入。
テルズ・シンフォニアより『Egg the Universe』でメジャーデビューする。
1989年、テルズ・シンフォニア『Human race party』を発表。
1990年、テルズ・シンフォニアを脱退する。
1993年、テルズ・シンフォニアに復帰する。『ぜんまい仕掛けの地球』を発表。
1995年、テルズ・シンフォニアを脱退する。
1996年、一般女性と結婚。
1997年、在籍時にレコーディングされた『アンドロイドは電気ラクダの夢をみるか？』を、フランスのMUSEAへの移籍を経て発表。
2000年、長男が誕生する。2005年、次男が誕生する。
2020年、長男より、「また作曲をしてはどうか？」との提案もあり、YouTubeに「ショコラ」という名義で楽曲をアップロード始める。
2021年12月21日、通勤途中で交通事故に遭遇し死去。55歳没

## 作品
- 「クワイエット・ライフ」[8]（作詞・作曲） 『ぜんまい仕掛けの地球』[7]
- 「Destination」(作詞・作曲)『アンドロイドは電気ラクダの夢をみるか?』